# Prăjeni
Prajeni là một xã thuộc hạt Botoșani, România. Dân số thời điểm năm 2002 là 3285 người.